# Periscelis occidentalis
Periscelis occidentalis är en tvåvingeart som beskrevs av Sturtevant 1954. Periscelis occidentalis ingår i släktet Periscelis och familjen savflugor. Inga underarter finns listade i Catalogue of Life.